# Oecophylla xiejiaheensis
Oecophylla xiejiaheensis é uma espécie de formiga do gênero Oecophylla, pertencente à subfamília Formicinae.